# Liste der Biografien/Valj
Liste der Biografien |
Portal Biografien |
Personensuche
# |
A |
B |
C |
D |
E |
F |
G |
H |
I |
J |
K |
L |
M |
N |
O |
P |
Q |
R |
S |
T |
U |
V |
W |
X |
Y |
Z |
?
 
Va |
Ve |
Vh |
Vi |
Vj |
Vl |
Vn |
Vo |
Vr |
Vs |
Vt |
Vu |
Vy
 
Vaa |
Vab |
Vac |
Vad |
Vae |
Vaf |
Vag |
Vah |
Vai |
Vaj |
Vak |
Val |
Vam |
Van |
Vap |
Vaq |
Var |
Vas |
Vat |
Vau |
Vav |
Vaw |
Vax |
Vay |
Vaz
 
Vala |
Valb |
Valc |
Vald |
Vale |
Valf |
Valg |
Valh |
Vali |
Valj |
Valk |
Vall |
Valm |
Valn |
Valo |
Valp |
Valq |
Vals |
Valt |
Valu |
Valv |
Valy |
Valz
Die Liste der Biografien führt alle Personen auf, die in der deutschsprachigen Wikipedia einen Artikel haben. Dieses ist eine Teilliste mit 11 Einträgen von Personen, deren Namen mit den Buchstaben „Valj“ beginnt.

## Valj

### Valja
- Välja, Aivo (* 1968), estnischer Dirigent
- Väljal, Silvi (1928–2014), estnische Buchillustratorin und Kinderbuchautorin
- Valjalo, Antonio (1926–2013), chilenischer Fußballspieler
- Valjalo, Oleg (* 1970), kroatischer Politiker, MdEP
- Väljas, Len (* 1988), kanadischer Skilangläufer
- Väljas, Vaino (1931–2024), estnischer Politiker und sowjetischer Diplomat
- Väljataga, Märt (* 1965), estnischer Literaturwissenschaftler, Übersetzer und Dichter
- Valjavec, Fritz (1909–1960), ungarndeutscher Historiker
- Valjavec, Tadej (* 1977), slowenischer RadrennfahrerTadej Valjavec (* 1977)

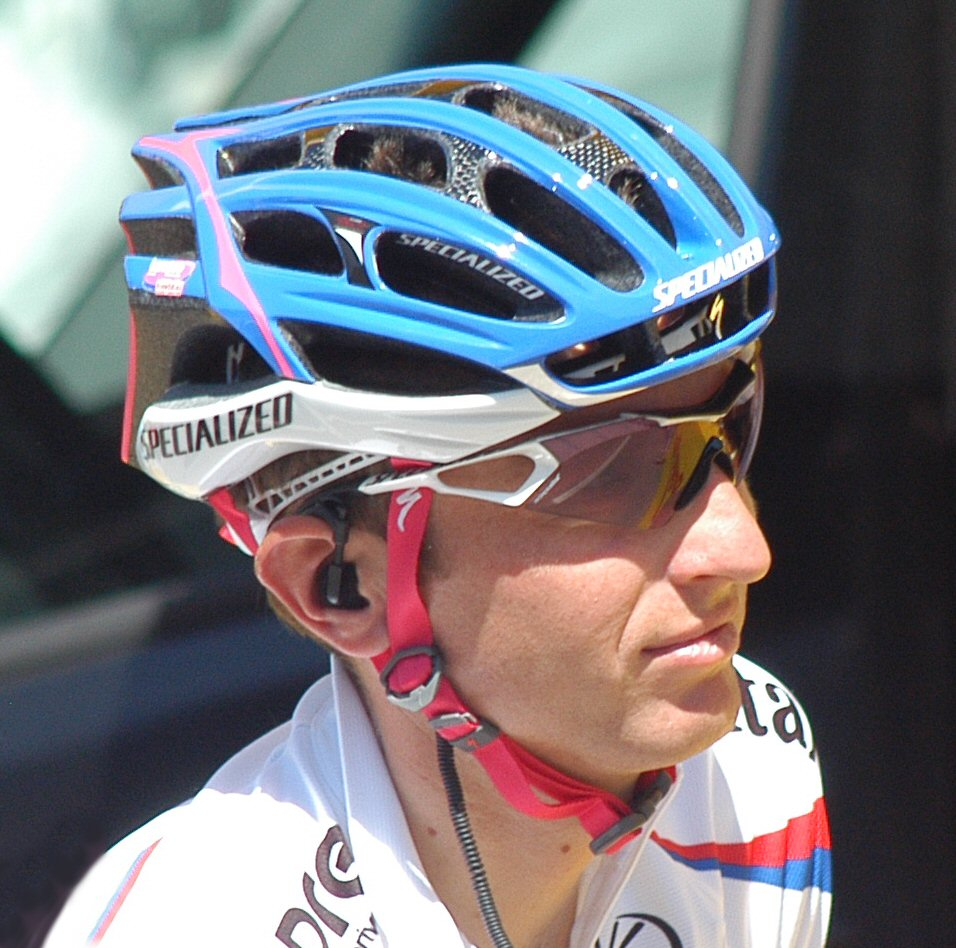
Tadej Valjavec (* 1977)

### Valje
- Valjean, Paul (1935–1992), US-amerikanischer Choreograf, Tänzer und Schauspieler, lebte in Dänemark
- Valjent, Martin (* 1995), slowakischer Fußballspieler